# Монтепијано
Монтепијано је насеље у Италији у округу Прато, региону Тоскана.
Према процени из 2011. у насељу је живело 643 становника. Насеље се налази на надморској висини од 704 м.